# John Kienow
Jonnie (John) Hans Friedrich Kienow (* 11. September 1906 in Hamburg; † 26. September 1976 ebenda) war ein deutscher Angestellter und Widerstandskämpfer gegen den Nationalsozialismus.

## Leben und Wirken
Jonni Kienow, der sich später selbst John nannte, war der Sohn von Peter Friedrich Kienow und dessen Gattin Maria Sophia Luise, geborene Steinhagen. Sein Vater, der zunächst zur See gefahren war, arbeitete als Offiziant bei der Polizei des Hamburger Hafens. Jonni Kienow besuchte eine Volksschule und begann 1921 eine kaufmännische Ausbildung bei der Rhederei AG von 1896 in Hamburg, die er 1924 abschloss. Bis 1935 war er für mehrere Schiffsmakler und Reedereien sowie im Export tätig.
Seit 1925 war Kienow Parteimitglied der SPD, für die er sich als Delegierter, Kassierer und ab 1928 als Bezirksführer für den Distrikt Barmbek-Süd engagierte. Seit 1925 war er auch Mitglied des Reichsbanners Schwarz-Rot-Gold. Als Gruppenführer leitete er die Schutzformation 11 und ab Jahresbeginn 1933 die Schutzformation in Fuhlsbüttel. Nach der Machtergreifung durch die Nationalsozialisten engagierte sich Kienow in der Widerstandsbewegung der Sozialdemokraten. Bis Anfang 1934 beteiligte er sich an der organisatorischen Leitung der verbotenen SPD in Fuhlsbüttel, Ohlsdorf, Alsterdorf, Winterhude und Eppendorf. In dieser Position arbeitete er eng mit Emil Auhagen zusammen, der seinerseits zu der von Walter Schmedemann geleiteten Führung der SPD in Hamburg gehörte.
Im November 1934 erfolgte die Verhaftung Walter Schmedemanns. Emil Auhagen war schon zuvor nach Dänemark geflohen. Auhagen und Emil Hansen, der die SPD-Exilführung in Kopenhagen vertrat, baten Kienow, nach Kopenhagen zu kommen. Von hier aus sollte Kienow die illegale Hamburger SPD leiten und Kontakte mit der dänischen Hauptstadt und anderen Städten in Norddeutschland organisieren. Kienow besuchte anschließend mehrmals Dänemark und kommunizierte mit Personen in Kiel, Rendsburg, Flensburg, Lübeck, Stettin, Braunschweig, Hannover und anderen Städten. Mitte 1935 entdeckte die Gestapo die Widerstandsgruppe und inhaftierte alle führenden Personen. John Kienow wurde am 30. August in seiner Wohnung in der Bilser Straße 4 E in Alsterdorf festgenommen.
Die Ankläger konnten Kienow nachweisen, zweimal eine nicht erlaubte Zeitung gelesen zu haben. Zudem habe er einmal seine Adresse angegeben, damit sie für Widerstandszwecke genutzt werden könne. Der Nachweis der gesamten Aktivitäten im Widerstand gelang den Anklägern dagegen nicht. Nach Misshandlungen und vier Wochen gefesselter Einzelhaft im KZ Fuhlsbüttel entschied das Oberlandesgericht Hamburg, Kienow vier Jahre in einem Zuchthaus in Bremen-Oslebshausen festzuhalten. Nachdem er freigelassen worden war, nahm Kienow erneut lose Kontakte zu Walter Schmedemann sowie anderen Personen im Widerstand auf. Von 1940 bis 1952 war Kienow bei der Reichhold Chemie AG beschäftigt und arbeitete ab 1954 als Justizangestellter beim Amtsgericht Wandsbek.
John Kienow war seit 1940 in zweiter Ehe mit Herta Junius verheiratet, mit der er seit 1941 eine Tochter hatte.